# Робокоп 3
«Робокоп 3» (англ. RoboCop 3) — кинофильм, фантастический боевик с элементами антиутопии и комедии 1993 года. Третья часть о роботе-полицейском, снятая Фредом Деккером. Главные роли исполнили Роберт Берк, Ненси Аллен и Джон Кастл. Питер Уэллер отказался вновь играть робота-полицейского из-за съёмок в картине Дэвида Кроненберга «Обед нагишом». «Робокоп 3» — это первый фильм, в котором используется цифровой морфинг в нескольких сценах. Слоган фильма гласит: «Back on line, back on duty.» («Снова в строю, снова при исполнении».)
Фильм плохо показал 
себя в США, собрав в мировом прокате 47 миллионов долларов, при бюджете в 22 миллиона, что сделало его наименее прибыльным фильмом франшизы Робокоп.

## Сюжет
Могущественная корпорация OCP всё ещё одержима идеей строительства утопического города Дельта-Сити на месте Детройта. Однако в их планы не вписывается население города: людей на время строительства планируют выселить за городскую черту. Глава корпорации утверждает, что для них подготовлены благоустроенные загородные лагеря, в которых люди будут пользоваться всеми благами цивилизации. В действительности же никаких лагерей нет: выделенные на них деньги были украдены руководством OCP, и изгнанные из своих домов переселенцы обречены на смерть от холода и голода.
Для реализации поставленной задачи ОСР использует свою частную армию «Реабилитаторы» под командованием Пола Макдаггетта. Поняв это, часть жителей Детройта организует повстанческое движение. Робокоп и его напарница Льюис вначале выступают против повстанцев, но, поняв их правоту, в последний момент переходят на сторону восставших жителей города. Во время одного из боёв Льюис погибает от пули Макдаггетта, и Мёрфи клянётся отомстить за её смерть.
Тогда ОСР решает окончательно избавиться от Робокопа, ставшего корпорации в тягость. С этой целью в Детройт из японской компании «Канэмицу», находящейся в союзе с OCP, прибывает андроид-ниндзя — последняя разработка японских инженеров, по всем параметрам превосходящая Робокопа.
Полиция Детройта, считая преступными действия корпорации, единогласно бросает службу и берётся за оружие, чтобы защитить простых граждан от произвола. Тогда Макдаггетт, фактически отстранивший главу ОСР от руководства, вооружает уличных бандитов и бросает их на бой с полицией. Вместе с уголовниками в наступление идут несколько тяжёлых бронемашин корпорации, перед которыми пули бессильны. В завязавшемся бою полицейские и повстанцы несут тяжелые потери и отступают, не имея возможности противостоять банде.
Тем временем Робокоп сходится в схватке с прибывшим из Японии самураем. Японский робот, двигающийся значительно быстрее полицейского, сбивает его с ног и отрубает ему левую руку мечом, но в последний момент погибает от выпущенной Робокопом ракеты. После победы над противником Робокоп, используя реактивный ранец, позволяющий ему летать, вмешивается в уже почти проигранный полицией бой, уничтожая ракетами броневики и истребляя бандитов и бойцов OCP пулемётным огнём. Уголовники терпят поражение и в панике бегут, а полиция перехватывает инициативу и быстро наводит порядок в городе. Лишённые домов люди получают обратно свои квартиры.
После этого Робокоп приходит в офис к Макдаггетту, чтобы арестовать его за многочисленные преступления. Однако командира «Реабилитаторов» защищают два андроида-самурая, каждый из которых сильнее и быстрее американского робота. Тем не менее, друзья Робокопа ухитряются взломать программный код японских андроидов, заставляя их сражаться друг с другом. В результате самураи уничтожают друг друга, что приводит к запуску системы самоуничтожения корпорации, но Робокоп и его друзья успевают улететь за минуту до взрыва. Обездвиженный выхлопом из ранца Робокопа Макдаггетт не успевает отключить бомбу и погибает при взрыве. Грандиозный план OCP по созданию "города-утопии" терпит окончательное фиаско, а сама компания в одночасье становится банкротом — её акции резко падают в цене.
Вскоре в Детройт прибывает сам глава «Канэмицу», который отказывается от каких-либо дел с ОСР, а встретившись с Робокопом, кланяется ему в знак восхищения его храбростью. Находящийся здесь же теперь уже бывший глава ОСР признаёт своё поражение и обращается к Робокопу «Мёрфи», на что тот отвечает: «Мёрфи я для друзей, а для вас — Робокоп».

## В ролях
- Роберт Джон Берк — Алекс Мёрфи / Робокоп
- Нэнси Аллен — Энн Льюис
- Джон Касл —  Пол МакДагетт
- Джилл Хеннесси — доктор Мэри Лазарус
- Стивен Рут — Кунц
- Рип Торн — генеральный директор
- Си Си Эйч Паундер — Берта
- Дэниэл Фон Барген — Морено
- Роберт Дукуй — Сержант Уоррен Рид
- Брэдли Уитфорд — Флек
- Шейн Блэк — Доннелли

## Съёмки
Признав, что большинство поклонников Робокопа — дети и подростки, «Orion» сократили насилие, которое рассматривалось как определяющая характеристика первых двух фильмов.
Фильм был снят в 1992 году, но выпущен только 5 ноября 1993 года. Причина такой задержки заключается в банкротстве кинокомпании «Orion», занимавшейся дистрибуцией картины. Съёмки проводились в Атланте, где в то время уже начинали готовиться к Олимпийским играм 1996 года. Большинство пустовавших зданий, показанных в фильме, — это дома, подлежавшие сносу.

## Саундтрек
После негативных оценок саундтрека второй части, который был написан Леонардо Росенманом, композитор первого фильма Бэзил Поледурис в триквеле вернул многие его темы, которые отсутствовали в сиквеле.

## Прием

### Сборы
Робокоп 3 вышел на первое место в Японии, с кассовым результатом в 147 695 744 иен ($1,3 млн) в первую неделю с 17 экранами, заработав в итоге свыше 10 миллионов долларов. Третья часть также вышла на первое место во Франции с результатом в 9,6 миллионов французских франков ($1,7 млн). В США он собрал в прокате $4,3 млн. В первые выходные занял третье место, завершив свой прокат с $10,6 млн в США и Канаде. В международном прокате «Робокоп 3» собрал 36,3 миллиона долларов. По всему миру фильм заработал 47 млн долларов при бюджете в 22 миллиона.

### Критика
Rotten Tomatoes дает «Робокопу 3» оценку в 9 %, основанную на 33 отзывах, со средним баллом 3,3/10. Критический консенсус сайта гласит: «Этот идиотский сиквел должен быть арестован». Metacritic оценивает его 40 из 100 на основе 15 отзывов критиков, указывая на «смешанные или средние отзывы».

## Продолжение и сериал
В 2001 году в Канаде был снят телесериал «Робокоп возвращается», действие которого происходит спустя 10 лет, после событий фильма. Было отснято четыре эпизода, и каждый длился по 95 минут, как фильм. Главным героем сериала также, как и раньше, является Алекс Мерфи.
В январе 2018 года автор оригинального «Робокопа» Эдвард Ноймайер заявил, что пишет сценарий к продолжению классического фильма 1987 года, который будет игнорировать как продолжения, так и ремейк 2014 года. В июле 2018 года было подтверждено, что новый фильм под названием «Возвращение Робокопа» будет режиссировать Нил Бломкамп и Джастином Роудсом, переписывающим оригинальный сценарий Ноймайера и Майкла Майнера. Питер Уэллер заявил, что он не вернётся к роли Робокопа.